# Pultenaea foliolosa
Pultenaea foliolosa är en ärtväxtart som beskrevs av George Bentham. Pultenaea foliolosa ingår i släktet Pultenaea och familjen ärtväxter. Inga underarter finns listade i Catalogue of Life.